# François Coppée
François Edouard Joachim Coppée (n. 12 ianuarie 1842, Paris, Franța – d. 23 mai 1908, Paris, Île-de-France, Franța) a fost un poet, prozator și dramaturg francez.

## Opera

### Poezie
- 1865: Relicvariul ("Le reliquaire");
- 1867: Intimități ("Intimités");
- 1869: Poeme moderne ("Poèmes modernes");
- 1872: Cei umili ("Les humbles");
- 1874: Caietul roșu ("Le Cahier rouge");
- 1875: Olivier;
- 1876: Exilatul ("L'Exilée");
- 1887: Arrières saison;
- 1890: Cuvinte sincere ("Les paroles sincères").

### Teatru
- 1869: Trecătorul ("Le Passant");
- 1869: Greva făurarilor ("La grève des forgerons");
- 1871: Fă ceea ce trebuie ("Fais Ce Que Dois");
- 1872: Întâlnirea ("Le Rendez-Vous");
- 1876: Lutierul din Cremona ("Le Luthier de Crémone");
- 1877: Războiul de o sută de ani ("La Guerre de Cent Ans");
- 1881: Doamna de Maintenon ("Madame de Maintenon");
- 1885: Iacobinii ("Les Jacobites").

### Proză
- 1882: Povestiri în proză ("Contes en prose");
- 1890: Întreaga mea tinerețe ("Toute une jeunesse");
- 1896: Vinovatul ("Le Coupable").